# Вильнюсская наступательная операция
Ви́льнюсская наступа́тельная опера́ция — военная операция советских войск 5—20 июля 1944 года; часть второго этапа стратегической Белорусской наступательной операции. 
Проводилась войсками Третьего Белорусского фронта под командованием Ивана Даниловича Черняховского и осуществлялась силами: 11-й гвардейской армии (командующий К. Н. Галицкий), 5-й армии (командующий генерал-лейтенант Н. И. Крылов), 31-й армии (командующий В. В. Глаголев), 39-й армии (командующий И. И. Людников), 5-й гвардейской танковой армии (командующий генерал-лейтенант танковых войск П. А. Ротмистров) и 1-й воздушной армии (командующий Т. Т. Хрюкин). 
В боях за Вильнюс участвовали и части польской Армии Крайовой, с 7 июля осуществлявшие независимую операцию «Острая брама»; после освобождения города её бойцы были интернированы. В освобождении Вильнюса принимали участие также 11 отрядов советских литовских партизан, объединённых в Вильнюсскую (командир М. Д. Мицейка) и Тракайскую (командир Т. Ю. Мончунскас) партизанские бригады. Партизаны помогали войскам в боях в основном на южной окраине города и в районе железнодорожной станции.
Результатами операции стали освобождение Вильнюса и захват плацдармов на левом берегу реки Неман, что позволило создать благоприятные условия для последующего выхода советских войск к границам Восточной Пруссии.

## Предпосылки
В результате первого этапа операции “Багратион” советские войска окружили крупную группировку вермахта в районе Минска, освободили Молодечно и продолжали преследование немецких войск, отступавших на запад и северо-запад.
Сплошного фронта обороны противник на Вильнюсском направлении не имел и оказывал противодействие лишь отдельными подошедшими соединениями и остатками разбитых частей. Немецкое командование пыталось остановить продвижение советских войск на заранее подготовленном рубеже Даугавпилс — Вильнюс — Лида, где сосредоточивало отступавшие части 3-й танковой и 4-й полевой армии группы армий «Центр». Вильнюс являлся важным железнодорожным узлом и последним крупным опорным пунктом германских войск на подступах к Восточной Пруссии. Его гарнизон насчитывал 12—15 тыс. солдат и офицеров, кроме того, в ходе боевых действий эта группировка была усилена за счёт вновь прибывших соединений. В городе было сосредоточено 320 артиллерийских орудий, около 420 пулемётов, несколько десятков танков. 

## Ход операции
Вильнюсская наступательная операция началась 4 июля 1944 года в соответствии с директивой Ставки ВГК № 220126, согласно которой 3-му Белорусскому фронту предстояло продолжить наступление без оперативной паузы, нанося главный удар на Вильнюс. Освобождение города предусматривалось не позднее 12 июля, после чего советские войска должны были продолжить наступление и захватить плацдармы на левом (западном) берегу Немана.
Советские войска включали в себя 5, 31-ю и 11-ю гвардейскую армии, 5-ю гвардейскую танковую армию, 3-й гвардейский механизированный, 3-й гвардейский кавалерийский и 2-й гвардейский танковый корпуса. В их составе имелось более 300 тысяч человек, более 7800 орудий и миномётов, более 700 танков.

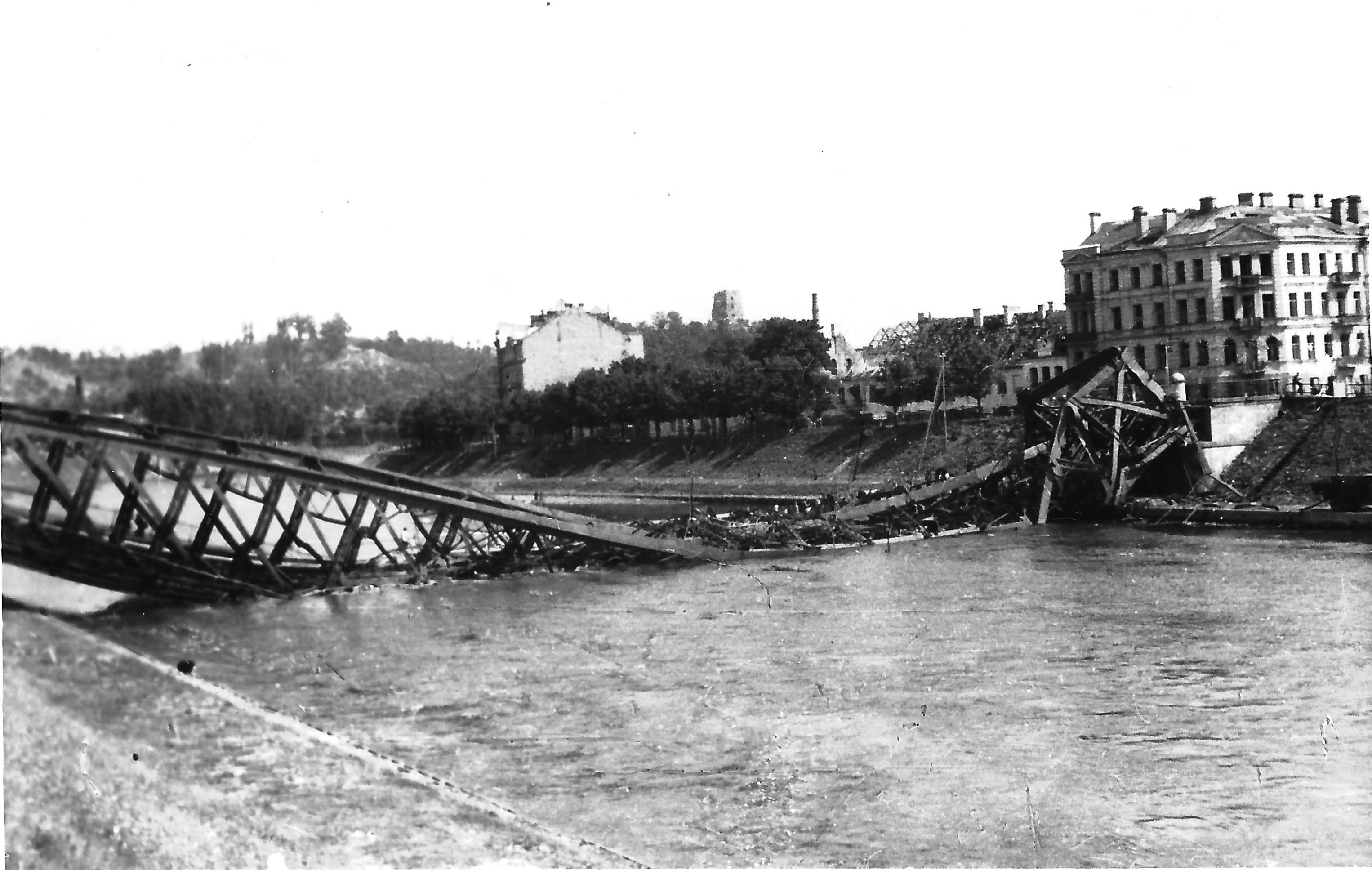
Разрушенный отстуспающими немецкими войсками Зелёный мост

Большую роль в Вильнюсской операции сыграла 1-я воздушная армия. Особенно активными были действия авиации с 7 по 13 июля. Непосредственно перед штурмом города 163 самолёта Пе-2 и 51 Ил-2 нанесли бомбо-штурмовой удар по основным узлам сопротивления противника. 
Согласно решению командующего фронтом генерала армии И.Д. Черняховского главный удар наносился на правом фланге (Вильнюсское направление), в нем задействовались 5-я армия, 5-я гвардейская танковая армия и 3-й гвардейский механизированный корпус. В центре наступала 11-я армия, имевшая задачу форсирования Немана и захвата плацдармов на левом берегу реки. На левом фланге действовали 31-я армия и 3-й гвардейский кавалерийский корпус, наступавшие в направлении Лиды.
5 июля Третий Белорусский фронт начал наступление с ходу без перегруппировки сил. 7 июля соединения 5-й гвардейской танковой армии (командующий П. А. Ротмистров) и 3-го гвардейского механизированного корпуса (командующий В. Т. Обухов) подошли к городу и начали обходить его с юга и запада. Передовые части 35-й гвардейской танковой бригады и 3-го механизированного корпуса 7 июля прорвались на окраины города, однако встретили ожесточённое сопротивление и в результате германских контратак были вынуждены отступить. 
В ночь на 8 июля к Вильнюсу были подтянуты новые германские части; в город прибыл новый комендант генерал Райнер Штагель с приказом удержать город до подхода резервов. Утром 8 июля в бои за город вступили соединения 5-й армии под командованием Н. И. Крылова. При поддержке артиллерии и танков они перерезали железную дорогу в полукилометре от вокзала, заняли аэродром, Паняряй и вышли к юго-западным окраинам Вильнюса. Другие части обошли город с севера и, переправившись через Вилию, повели наступление на северо-западных подступах к Вильнюсу.

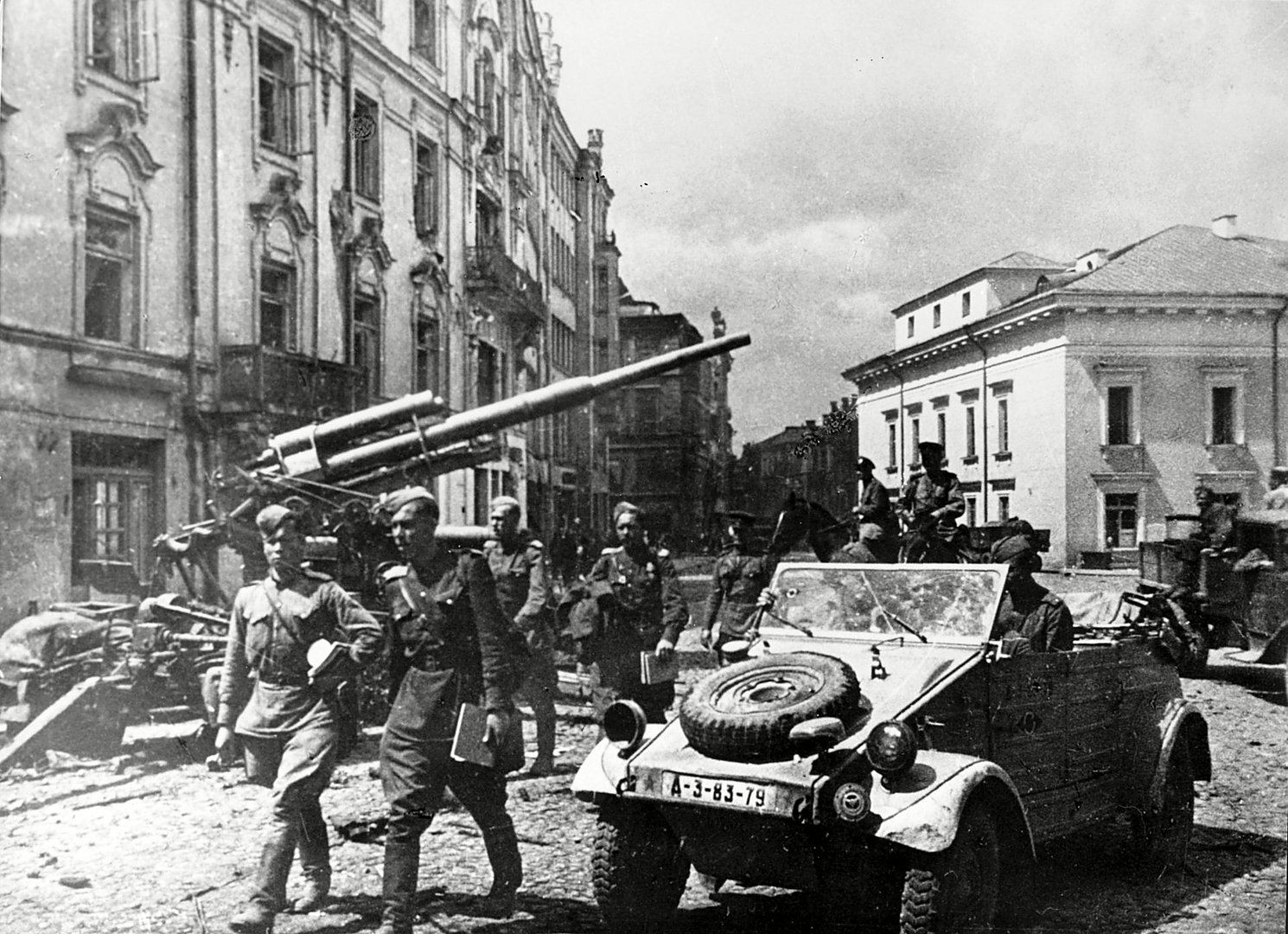
Советские солдаты в Вильнюсе

9 июля части 5-й гвардейской танковой армии и 3-го механизированного корпуса во взаимодействии с соединениями 5-й армии окружили Вильнюс и начали бои на улицах города. Противник, усиленный воздушным десантом, высаженным 10 июля в районе леса Погрудас (что в 6 км западнее города), безуспешно пытался прорвать кольцо окружения. В 40 км к западу от города была сосредоточена ударная группировка (полк мотопехоты, 150 танков и штурмовых орудий), которая на протяжении трёх дней вела безуспешные атаки из районов Майшогалы и западнее Вевиса (Евье) для деблокирования окружённого гарнизона. 
10 июля советские части освободили всю северную часть Вильнюса и вступили в Старый город. На башне Гедимина было поднято красное знамя. В тяжёлых боях 12 июля германские войска были выдавлены из центра города на западные окраины. Основная группировка была рассечена на две части. Одна была прижата к реке Вилии в районе Лукишкес, другая — в районе парка Вингис. Вечером 12 июля генерал Штагель отдал приказ остаткам своих частей в 21 час оставить город, форсировать Вилию и отступать в северо-западном направление и сам с группой офицеров оставил Вильнюс. 
После штурма последних очагов сопротивления 13 июля 1944 года Вильнюс был полностью освобождён. В боях за город было уничтожено около 8000 и взято в плен около 5000 германских солдат и офицеров, захвачено 156 орудий, много танков, автомашин и другой военной техники, оружие и боеприпасы.
Одновременно с боями за Вильнюс главные силы правого фланга 3-го Белорусского фронта продолжали наступление, и 11 июля окружили группу «Тольсдорф», включавшую подразделения 12-й танковой дивизии, 16-го полицейского полка, 1088-го гренадерского пехотного полка, 16-го авиадесантного полка. С целью деблокирования окруженных частей немецкие войска нанесли контрудар силами 6-й танковой дивизии, батальона танков «Пантера» из танковой дивизии «Великая Германия», 500-го парашютного егерского батальона СС и двух рот 16-го авиадесантного полка. 13 июля им удалось потеснить советские части и установить контакт со своими войсками, но 13-14 июля 72-й стрелковый корпус 5-й армии и 29-й танковый корпус 5-й гвардейской танковой армии нанесли контрудар, вновь охватили немецкую группировку и в ночь на 15 июля ее полностью уничтожили. Немецкие потери составили убитыми и пленными около 1,5 тыс. человек, 46 танков и штурмовых орудий, 13 бронетранспортеров, один бронепоезд.
Во время боёв за Вильнюс 11-я гвардейская и 31-я армии, наступавшие южнее, вышли к Неману и до 15 июля заняли несколько плацдармов на западном левом берегу. До 20 июля шли затяжные бои за плацдармы на западном берегу Немана и велась подготовка дальнейшего наступления. 
В результате Вильнюсской операции были созданы условия для выхода войск Третьего Белорусского фронта к границам Восточной Пруссии. Двадцать наиболее отличившихся в боях частей и соединений фронта удостоены почётного наименования «Виленский».